# Joseph Aidoo
Joseph Aidoo (Tema, 29 de septiembre de 1995) es un futbolista ghanés que juega de defensa en el R. C. Celta de Vigo de la Primera División de España.

## Selección nacional
Fue internacional con la selección ghanesa sub-20. El 26 de marzo de 2019 debutó con la selección absoluta en un amistoso ante Mauritania.

## Estadísticas

### Clubes
Actualizado al último partido disputado el 24 de mayo de 2025.
| Club                           | Div.          | Temporada        | Liga  | Liga  | Copas nacionales | Copas nacionales | Copas internacionales | Copas internacionales | Total | Total |
| Club                           | Div.          | Temporada        | Part. | Goles | Part.            | Goles            | Part.                 | Goles                 | Part. | Goles |
| ------------------------------ | ------------- | ---------------- | ----- | ----- | ---------------- | ---------------- | --------------------- | --------------------- | ----- | ----- |
| Hammarby Fotboll · Suecia      | 1.ª           | 2015             | 1     | 0     | 0                | 0                | ―                     | ―                     | 1     | 0     |
| Hammarby Fotboll · Suecia      | 1.ª           | 2016             | 14    | 1     | 0                | 0                | ―                     | ―                     | 14    | 1     |
| Hammarby Fotboll · Suecia      | 1.ª           | 2017             | 12    | 0     | 3                | 0                | ―                     | ―                     | 15    | 0     |
| Hammarby Fotboll · Suecia      | Total club    | Total club       | 27    | 1     | 3                | 0                | 0                     | 0                     | 30    | 1     |
| K. R. C. Genk · Bélgica        | 1.ª           | 2017-18          | 33    | 3     | 4                | 0                | ―                     | ―                     | 37    | 3     |
| K. R. C. Genk · Bélgica        | 1.ª           | 2018-19          | 33    | 1     | 2                | 0                | 6                     | 1                     | 41    | 2     |
| K. R. C. Genk · Bélgica        | Total club    | Total club       | 66    | 4     | 6                | 0                | 6                     | 1                     | 78    | 5     |
| R. C. Celta de Vigo · España   | 1.ª           | 2019-20          | 32    | 0     | 1                | 0                | ―                     | ―                     | 33    | 0     |
| R. C. Celta de Vigo · España   | 1.ª           | 2020-21          | 25    | 0     | 2                | 0                | ―                     | ―                     | 27    | 0     |
| R. C. Celta de Vigo · España   | 1.ª           | 2021-22          | 32    | 0     | 0                | 0                | ―                     | ―                     | 32    | 0     |
| R. C. Celta de Vigo · España   | 1.ª           | 2022-23          | 35    | 3     | 2                | 1                | ―                     | ―                     | 37    | 4     |
| R. C. Celta de Vigo · España   | 1.ª           | 2023-24          | 6     | 0     | 0                | 0                | ―                     | ―                     | 6     | 0     |
| R. C. Celta de Vigo · España   | 1.ª           | 2024-25          | 1     | 0     | 2                | 0                | ―                     | ―                     | 3     | 0     |
| R. C. Celta de Vigo · España   | Total club    | Total club       | 131   | 3     | 7                | 1                | 0                     | 0                     | 138   | 4     |
| Real Valladolid C. F. · España | 1.ª           | 2024-25 (cedido) | 8     | 0     | ―                | ―                | ―                     | ―                     | 8     | 0     |
| Real Valladolid C. F. · España | Total club    | Total club       | 8     | 0     | 0                | 0                | 0                     | 0                     | 8     | 0     |
| Total carrera                  | Total carrera | Total carrera    | 232   | 8     | 16               | 1                | 6                     | 1                     | 254   | 10    |

## Palmarés

### Títulos nacionales
| Título     | Club          | País    | Año  |
| ---------- | ------------- | ------- | ---- |
| Pro League | K. R. C. Genk | Bélgica | 2019 |